# Benetton B192
Benetton B192 – samochód Formuły 1 zaprojektowany przez Rossa Brawna i Rory Byrne'a dla zespołu Benetton na sezon 1992. Samochód był stosowany od Grand Prix Hiszpanii, a przez pierwsze trzy wyścigi sezonu zespół używał ulepszonej wersji modelu B191. Kierowcami samochodu byli Michael Schumacher, który jeździł w Benettonie pod koniec sezonu 1991, oraz Martin Brundle, który przyszedł z Brabhama.

## Historia
Samochód był stosunkowo konkurencyjny, a jego kierowcy zdobyli wiele miejsc na podium. Schumacher ponadto w swoim pierwszym pełnym sezonie odniósł pierwsze zwycięstwo, co miało miejsce w deszczowym Grand Prix Belgii.
Samochód był dobrze zaprojektowany, miał zwrotne nadwozie, ale jedną z jego największych wad był stosunkowo słaby silnik Ford V8. Samochód nie był wyposażony w udogodnienia spotykane w innych bolidach, takie jak kontrola trakcji czy ABS.
Martin Brundle, wspominając samochód w 2008 roku, określił go jako bardzo wygodny w prowadzeniu, w porównaniu z poprzednim modelem, który określił jako bardzo trudny w prowadzeniu.
Benetton zakończył sezon, zajmując trzecie miejsce w klasyfikacji generalnej konstruktorów i zdobywając punkty w każdym wyścigu. Schumacher z 53 punktami zdobył również trzecie miejsce w klasyfikacji kierowców, za kierowcami Williamsa: Nigelem Mansellem i Riccardo Patrese.

## Spuścizna
Chociaż samochód nie odnosił takich sukcesów jak niektórzy jego konkurenci, to został uznany za krok naprzód dla Benettona. Filozofia Rory Byrne'a – "ewolucja, nie rewolucja" – oznaczała, że wiele cech tego samochodu zostało włączonych do mistrzowskich modeli B194 i B195.

## Wyniki w Formule 1
| Legenda oznaczeń w tabelach wyników Wyświetl szablon na nowej stronie | Legenda oznaczeń w tabelach wyników Wyświetl szablon na nowej stronie                                                                     |
| Oznaczenie                                                            | Wyjaśnienie |
| --------------------------------------------------------------------- | --- |
| Złoty                                                                 | Zwycięzca lub mistrzostwo |
| Srebrny                                                               | 2. miejsce lub wicemistrzostwo |
| Brązowy                                                               | 3. miejsce lub II wicemistrzostwo |
| Zielony                                                               | Ukończył, punktował (w klasyfikacji generalnej, gdy zdobył co najmniej jeden punkt na przestrzeni sezonu, poza trzema powyższymi opcjami) |
| Niebieski                                                             | Ukończył, nie punktował (w klasyfikacji generalnej, gdy nie zdobył co najmniej jednego punktu na przestrzeni sezonu)                      |
| Czerwony                                                              | Nie zakwalifikował się (NZ) |
| Czerwony                                                              | Nie prekwalifikował się (NPK) |
| Różowy                                                                | Nie ukończył (NU) |
| Różowy                                                                | Niesklasyfikowany (NS) (w klasyfikacji generalnej, gdy nie został sklasyfikowany w żadnym wyścigu sezonu)                                 |
| Czarny                                                                | Zdyskwalifikowany (DK) |
| Czarny                                                                | Wykluczony (WYK/EX) |
| Biały                                                                 | Nie wystartował (NW) |
| Biały                                                                 | Kontuzjowany (K/INJ) |
| Biały                                                                 | Wyścig odwołany (OD/C) |
| Bez koloru                                                            | Został wycofany (WYC/WD) |
| Bez koloru                                                            | Nie przybył (NP/DNA) |
| Bez koloru                                                            | Nie brał udziału w treningach (NT/DNP) |
| Bez koloru                                                            | Nie został zgłoszony (–) |
| Pogrubienie                                                           | Start z pole position |
| Kursywa                                                               | Najszybsze okrążenie wyścigu |
| †                                                                     | Nie ukończył, ale jego rezultat został zaliczony ze względu na przejechanie więcej niż 90% dystansu wyścigu.                              |
| *                                                                     | Sezon w trakcie |
| 1/2/3                                                                 | Punktowana pozycja w sprincie kwalifikacyjnym                                                                                             |
| Lista systemów punktacji Formuły 1                                    | |

| Sezon | Zespół   | Silnik | Opony | Kierowcy           | 1   | 2   | 3   | 4   | 5   | 6   | 7   | 8   | 9   | 10  | 11  | 12  | 13  | 14  | 15  | 16  | Pkt. | Msc. |
| ----- | -------- | ------ | ----- | ------------------ | --- | --- | --- | --- | --- | --- | --- | --- | --- | --- | --- | --- | --- | --- | --- | --- | ---- | ---- |
| 1992  | Benetton | Ford   | G     |                    | ZAF | MEX | BRA | ESP | SMR | MCO | CND | FRA | GBR | DEU | HUN | BEL | ITA | POR | JPN | AUS | 91*  | 3    |
| 1992  | Benetton | Ford   | G     | Michael Schumacher |     |     |     | 2   | NU  | 4   | 2   | NU  | 4   | 3   | NU  | 1   | 3   | 7   | NU  | 2   | 91*  | 3    |
| 1992  | Benetton | Ford   | G     | Martin Brundle     |     |     |     | NU  | 4   | 5   | NU  | 3   | 3   | 4   | 5   | 4   | 2   | 4   | 3   | 3   | 91*  | 3    |

* 11 punktów zdobył Benetton B191B